# 島野智之
島野 智之（しまの さとし、1968年 - ）は、日本の土壌動物学者。ダニ類の分類学や、土壌生物の生態学を専門とする。法政大学国際文化学部教授。博士（学術）。

## 業績
もともと昆虫好きであったが、学部時代は花の品種改良を研究しており、大学院でダニの研究を始めた。以来ササラダニ類を中心とするダニ類の分類学に取り組んでいるほか、ササラダニ類で初めてフェロモンを発見したことは高く評価されている。このフェロモンの研究中にダニからヤドクガエルの毒成分プミリオトキシンを発見し、ヤドクガエルは土壌ダニ由来の防御物質をアリを経由した生体濃縮により蓄えて強い毒性を持つということが解明された。
学位取得後に研究の対象を土壌の原生生物にも広げ、形態学的な同定や環境DNAなどを用いて土壌の原生生物の生態を明らかにすることに取り組んでいる。原生生物の分類学にも携わり、国際原生生物学会が取りまとめた真核生物全体の分類体系の2019年改訂に日本人として唯一参加している。
どんな動物も生態系の中では重要であり、「人が嫌う生き物」「つまらない生き物」の研究を進め関心を持ってもらうことが自分の仕事と公言している。その想いから人から嫌われる昆虫の代表格ともいえるゴキブリの研究にも取り組み、共同研究によって日本からは35年ぶりとなるゴキブリの新種（アカボシルリゴキブリとウスオビルリゴキブリ）を記載した。これはゴキブリではあっても愛好家から注目される「美麗種」であり、その一方で生息地が島嶼の一部のみに限られているため、新種として注目されることによる捕獲圧によって種の存続に重大な支障が生じる恐れがあるとして、2021年7月1日より3年の間、種の保存法に基づく緊急指定種に指定された。国内で143年ぶりのオオムカデの新種発見にも関わっている。同種は日本初、世界で3例目の半水棲ムカデであり、沖縄の故事にちなみリュウジンオオムカデ（琉神大百足）Scolopendra alcyona Tsukamoto & Shimano, 2021と命名された。。

## 略歴
- 1997年（平成9年） - 横浜国立大学大学院工学研究科博士後期課程修了・博士（学術）
- 1999年（平成11年） - 農林水産省東北農業試験場（2001年より東北農業研究センター）研究員（のち主任研究員）
- 2005年（平成17年） - 宮城教育大学 環境教育実践研究センター助教授（2007年より准教授）
- 2014年（平成26年） - 法政大学国際文化学部教授（自然科学センター）

## 受賞
- 韓国土壌動物学会 Scientific Archive賞（2012年）
- 日本土壌動物学会賞（2017年）
- 日本原生生物学会賞（2018年）
- 日本動物分類学会賞（2022年）

## 著書
- 『ダニ・マニア』八坂書房、2012年。ISBN 978-4-89694-143-2
- 『ダニ・マニア』増補改訂版、八坂書房、2015年。ISBN 978-4-89694-188-3
- 『ダニが刺したら穴2つは本当か?』風濤社、2021年。ISBN 978-4-89219-459-7
- 『幻のシロン・チーズを探せー熟成でダニが活躍するチーズ工房ー 』八坂書房、 2022年。ISBN 978-4896942958

### 編著
- 『ダニのはなし ―人間との関わり―』島野智之・高久元（編）、朝倉書店、2016年。ISBN 978-4-254-64043-4
- 『アメーバのはなし ―原生生物・人・感染症―』永宗喜三郎・島野智之・矢吹彬憲（編）、朝倉書店、2018年。ISBN 978-4-254-17168-6
- 『土の中の美しい生き物たち ―超拡大写真で見る不思議な生態―』萩原康夫・吉田譲・島野智之（編）、朝倉書店、2019年。ISBN 978-4-254-17171-6
- 『寄生虫のはなし ―この素晴らしき, 虫だらけの世界―』永宗喜三郎・脇司・常盤俊大・島野智之（編）、朝倉書店、2020年。ISBN 978-4-254-17174-7
- 『土の中の生き物たちのはなし』島野智之・長谷川元洋・萩原 康夫 (編)、朝倉書店、2022年。ISBN 978-4254171792